# Celtic Glasgow/Saison 1997/98
Die Celtic Glasgow Saison 1997/98 war die 104. Spielzeit des schottischen Fußballvereins aus Glasgow seit deren Gründung am 6. November 1887. In dieser Saison wurde Celtic erstmals seit 1988 wieder Meister in Schottland. Im nationalen Pokal schied Celtic im Halbfinale im Old-Firm-Derby gegen die Glasgow Rangers aus. Den Ligapokal gewann der Verein im Finale gegen Dundee United zum ersten Mal seit 1983. In der 1. Runde des UEFA-Pokals unterlag Celtic dem FC Liverpool durch die Auswärtstorregel nachdem man sich in der Qualifikation gegen Inter CableTel Cardiff und dem FC Tirol Innsbruck durchgesetzt hatte. Trotz des Titelgewinns, der die Rangers daran hinderte, zehn Mal in Folge die Meisterschaft zu gewinnen, und dem Gewinn des schottischen Ligapokals trat Trainer Wim Jansen nach einem Disput mit dem Generalmanager Jock Brown nach nur einem Jahr am Ende der Saison zurück und wurde durch Jozef Vengloš ersetzt.

## Personalien
| Nat.        | Name              | Geburtsdatum  | im Verein seit | vorheriger Verein      |
| Torhüter    | Torhüter          | Torhüter      | Torhüter       | Torhüter               |
| ----------- | ----------------- | ------------- | -------------- | ---------------------- |
| Irland      | Pat Bonner        | 24. Mai 1960  | 1978           | Leicester City, Jugend |
| Irland      | James Gallagher * | 13. Feb. 1980 | 1996           | Glenea United          |
| Schottland  | Jonathan Gould    | 18. Juli 1968 | 1997           | Bradford City          |
| Schottland  | Stewart Kerr      | 13. Nov. 1974 | 1991           | eigene Jugend          |
| Schottland  | Gordon Marshall   | 19. Apr. 1964 | 1991           | FC Falkirk             |
| England     | Kevin Pilkington  | 8. März 1974  | 1998           | Manchester United      |
| Abwehr      |                   |               |                |                        |
| Italien     | Enrico Annoni     | 10. Juli 1966 | 1996           | AS Rom                 |
| Schottland  | Marc Anthony *    | 28. März 1978 | 1996           | eigene Jugend          |
| Schottland  | Tom Boyd          | 24. Nov. 1965 | 1992           | FC Chelsea             |
| Schottland  | Marc Cocozza *    | 8. Jan. 1980  | 1995           | eigene Jugend          |
| Nordirland  | John Convery *    | 1. Apr. 1980  | 1997           | eigene Jugend          |
| Irland      | Jim Goodwin *     | 20. Nov. 1981 | 1997           | Tramore Athletic       |
| Nordirland  | Gerry Lyttle *    | 27. Nov. 1977 | 1996           | eigene Jugend          |
| Schottland  | Malky Mackay      | 19. Feb. 1972 | 1993           | FC Queen’s Park        |
| Frankreich  | Stéphane Mahé     | 23. Sep. 1968 | 1997           | Stade Rennes           |
| Schottland  | Tosh McKinlay     | 3. Dez. 1964  | 1994           | Heart of Midlothian    |
| Schottland  | Jackie McNamara   | 24. Okt. 1973 | 1995           | Dunfermline Athletic   |
| Schottland  | Graeme Morrison * | 29. Okt. 1976 | 1991           | eigene Jugend          |
| England     | Alan Stubbs       | 6. Okt. 1971  | 1996           | Bolton Wanderers       |
| Danemark    | Marc Rieper       | 5. Juni 1968  | 1997           | West Ham United        |
| Mittelfeld  |                   |               |                |                        |
| /           | Regi Blinker      | 4. Juni 1969  | 1997           | Sheffield Wednesday    |
| Schottland  | Craig Burley      | 24. Sep. 1971 | 1997           | FC Chelsea             |
| Irland      | Gerard Crossley * | 5. Feb. 1980  | 1996           | eigene Jugend          |
| Schottland  | Simon Donnelly    | 1. Dez. 1974  | 1993           | FC Queen’s Park        |
| Schottland  | Peter Grant       | 30. Aug. 1965 | 1982           | eigene Jugend          |
| Schottland  | Stuart Gray *     | 18. Dez. 1973 | 1992           | eigene Jugend          |
| Schottland  | David Hannah      | 4. Aug. 1973  | 1996           | Dundee United          |
| Schottland  | Paul Lambert      | 7. Aug. 1969  | 1997           | Borussia Dortmund      |
| Schottland  | John-Paul McBride | 28. Nov. 1978 | 1995           | eigene Jugend          |
| Schottland  | Phil O’Donnell    | 25. März 1972 | 1994           | FC Motherwell          |
| Danemark    | Morten Wieghorst  | 25. Feb. 1971 | 1995           | FC Dundee              |
| Angriff     |                   |               |                |                        |
| Norwegen    | Harald Brattbakk  | 1. Feb. 1971  | 1997           | Rosenborg Trondheim    |
| Schottland  | Barry Elliott *   | 24. Okt. 1978 | 1996           | eigene Jugend          |
| Schottland  | Darren Jackson    | 25. Juli 1966 | 1997           | Hibernian Edinburgh    |
| England     | Tommy Johnson     | 15. Jan. 1971 | 1997           | Aston Villa            |
| /           | Henrik Larsson    | 20. Sep. 1971 | 1997           | Feyenoord Rotterdam    |
| Schottland  | Brian McLaughlin  | 14. Mai 1974  | 1992           | eigene Jugend          |
| Deutschland | Andreas Thom      | 7. Sep. 1965  | 1995           | Bayer 04 Leverkusen    |

### Transfers
Im Sommer 1997 kam es zu erheblichen Veränderungen im Kader von Celtic. Die schottischen Nationalspieler Darren Jackson und Craig Burley waren die ersten Neuverpflichtungen des neuen Trainers Wim Jansen. Gefolgt vom niederländischen Flügelspieler Regi Blinker und dem schwedischen Angreifer Henrik Larsson, die er noch aus seiner Zeit als Trainer von Feyenoord Rotterdam kannte. Außerdem wurde noch der dänische Innenverteidiger Marc Rieper verpflichtet. Der Ersatztorhüter von Bradford City, Jonathan Gould, kam ebenfalls im Rahmen eines unauffälligen Transfervertrags in den Celtic Park. Weitere Neuzugänge waren Paul Lambert, Harald Brattbakk und Stéphane Mahé. Vereinskapitän Paul McStay beendete verletzungsbedingt seine Karriere als Spieler nach 15 Jahren bei Celtic und insgesamt 678 Einsätzen. Jorge Cadete und Paolo Di Canio die in der letzten Saison zusammen 48 Tore erzielt hatten, wurden für jeweils drei Millionen Pfund verkauft.
| Zugänge | Abgänge |
| --- | --- |
| Sommer 1997 - Regi Blinker (Sheffield Wednesday) - Harald Brattbakk (Rosenborg Trondheim) - Craig Burley (FC Chelsea) - Jonathan Gould (Bradford City) - Darren Jackson (Hibernian Edinburgh) - Paul Lambert (Borussia Dortmund) - Henrik Larsson (Feyenoord Rotterdam) - Stéphane Mahé (Stade Rennes) - Marc Rieper (West Ham United) Winter 1997/98 - Kevin Pilkington (Manchester United) a. | Sommer 1997 - Jorge Cadete (Celta Vigo) - Paolo Di Canio (Sheffield Wednesday) - Peter Grant (Norwich City) - Stuart Gray⁠ (Greenock Morton) a. - Chris Hay (Swindon Town) - Paddy Kelly (Newcastle United) - Gordon Marshall (FC St. Mirren) a. - Andy McCondichie (Hamilton Academical) a. - Paul McStay (Karriereende) - Brian O’Neil (FC Aberdeen) Winter 1997/98 - Marc Anthony (Tranmere Rovers) a. - Stuart Gray (Greenock Morton) a. - Gordon Marshall (FC Kilmarnock) - Graeme Morrison (Dundalk FC) a. - Tosh McKinlay (Stoke City) a. - Andreas Thom (Hertha BSC) |

## Spielkleidung
| Heim | Auswärts |

## Saison

### Liga
Celtic Glasgow gewann zum insgesamt 36. Mal in der Vereinsgeschichte die schottische Meisterschaft. Dadurch endete die Periode von 9 Titeln in Folge des Stadtrivalen Glasgow Rangers, die Favorit in die Saison gegangen waren. Bis zum letzten Spieltag lieferten sich Celtic und die Rangers ein Kopf-an-Kopf-Rennen. Am vorletzten Spieltag spielte Celtic nur Unentschieden gegen Dunfermline Athletic, und das Meisterrennen nochmal unnötig spannend. Am letzten Spieltag holte Celtic mit einem 2:0-Sieg gegen den FC St. Johnstone erstmals seit zehn Jahren den Titel.
| ST | Datum               | Gegner               | Ort      | Ergebnis | Tor(e) für Celtic Glasgow                     |
| -- | ------------------- | -------------------- | -------- | -------- | --------------------------------------------- |
| 1  | 3. August 1997      | Hibernian Edinburgh  | Auswärts | 1:2      | MacKay                                        |
| 2  | 16. August 1997     | Dunfermline Athletic | Heim     | 1:2      | Thom                                          |
| 3  | 23. August 1997     | FC St. Johnstone     | Auswärts | 2:0      | Larsson, Jackson                              |
| 4  | 19. November 1997 1 | Glasgow Rangers      | Heim     | 1:1      | Stubbs                                        |
| 5  | 13. September 1997  | FC Motherwell        | Auswärts | 3:2      | Burley (2×), Donnelly                         |
| 6  | 20. September 1997  | FC Aberdeen          | Heim     | 2:0      | Larsson (2×)                                  |
| 7  | 27. September 1997  | Dundee United        | Auswärts | 2:1      | Donnelly, O’Donnell                           |
| 8  | 4. Oktober 1997     | FC Kilmarnock        | Heim     | 4:0      | Larsson (2×), Donnelly, Wieghorst             |
| 9  | 18. Oktober 1997    | Heart of Midlothian  | Auswärts | 2:1      | Rieper, Larsson                               |
| 10 | 25. Oktober 1997    | FC St. Johnstone     | Heim     | 2:0      | Larsson, Donnelly                             |
| 11 | 1. November 1997    | Dunfermline Athletic | Auswärts | 2:0      | Blinker, Larsson                              |
| 12 | 8. November 1997    | Glasgow Rangers      | Auswärts | 0:1      |                                               |
| 13 | 15. November 1997   | FC Motherwell        | Heim     | 0:2      |                                               |
| 14 | 22. November 1997   | Dundee United        | Heim     | 4:0      | Thom (2×), Larsson (2×)                       |
| 15 | 9. Dezember 1997 1  | FC Aberdeen          | Auswärts | 2:0      | Larsson, Jackson                              |
| 16 | 6. Dezember 1997    | FC Kilmarnock        | Auswärts | 0:0      |                                               |
| 17 | 13. Dezember 1997   | Heart of Midlothian  | Heim     | 1:0      | Burley                                        |
| 18 | 20. Dezember 1997   | Hibernian Edinburgh  | Heim     | 5:0      | Burley (2×), Wieghorst, McNamara, Larsson,    |
| 19 | 27. Dezember 1997   | FC St. Johnstone     | Auswärts | 0:1      |                                               |
| 20 | 2. Januar 1998      | Glasgow Rangers      | Heim     | 2:0      | Burley, Lambert                               |
| 21 | 10. Januar 1998     | FC Motherwell        | Auswärts | 1:1      | Lambert                                       |
| 22 | 27. Januar 1998     | Dundee United        | Auswärts | 2:1      | Donnelly, Burley                              |
| 23 | 2. Februar 1998     | FC Aberdeen          | Heim     | 3:1      | Wieghorst, Larsson, Jackson                   |
| 24 | 8. Februar 1998     | Heart of Midlothian  | Auswärts | 1:1      | McNamara                                      |
| 25 | 21. Februar 1998    | FC Kilmarnock        | Heim     | 4:0      | Brattbakk (4×)                                |
| 26 | 25. Februar 1998    | Dunfermline Athletic | Heim     | 5:1      | Larsson, Brattbakk (2×), O’Donnell, Wieghorst |
| 27 | 28. Februar 1998    | Hibernian Edinburgh  | Auswärts | 1:0      | Rieper                                        |
| 28 | 15. März 1998       | Dundee United        | Heim     | 1:1      | Donnelly                                      |
| 29 | 21. März 1998       | FC Aberdeen          | Auswärts | 1:0      | Burley                                        |
| 30 | 28. März 1998       | Heart of Midlothian  | Heim     | 0:0      |                                               |
| 31 | 8. April 1998       | FC Kilmarnock        | Auswärts | 2:1      | Larsson, Donnelly                             |
| 32 | 12. April 1998      | Glasgow Rangers      | Auswärts | 0:2      |                                               |
| 33 | 18. April 1998      | FC Motherwell        | Heim     | 4:1      | Burley (2×), Donnelly (2×)                    |
| 34 | 25. April 1998      | Hibernian Edinburgh  | Heim     | 0:0      |                                               |
| 35 | 3. Mai 1998         | Dunfermline Athletic | Auswärts | 1:1      | Donnelly                                      |
| 36 | 9. Mai 1998         | FC St. Johnstone     | Heim     | 2:0      | Larsson, Brattbakk                            |

### Abschlusstabelle
| Pl. | Verein                 | Sp. | S  | U  | N  | Tore    | Diff. | Punkte |
| --- | ---------------------- | --- | -- | -- | -- | ------- | ----- | ------ |
| 1.  | Celtic Glasgow         | 36  | 22 | 8  | 6  | 064:240 | +40   | 74     |
| 2.  | Glasgow Rangers (M, L) | 36  | 21 | 9  | 6  | 076:380 | +38   | 72     |
| 3.  | Heart of Midlothian    | 36  | 19 | 10 | 7  | 070:460 | +24   | 67     |
| 4.  | FC Kilmarnock (P)      | 36  | 13 | 11 | 12 | 040:520 | −12   | 50     |
| 5.  | FC St. Johnstone (N)   | 36  | 13 | 9  | 14 | 038:420 | −4    | 48     |
| 6.  | FC Aberdeen            | 36  | 9  | 12 | 15 | 039:530 | −14   | 39     |
| 7.  | Dundee United          | 36  | 8  | 13 | 15 | 043:510 | −8    | 37     |
| 8.  | Dunfermline Athletic   | 36  | 8  | 13 | 15 | 043:680 | −25   | 37     |
| 9.  | FC Motherwell          | 36  | 9  | 7  | 20 | 046:640 | −18   | 34     |
| 10. | Hibernian Edinburgh    | 36  | 6  | 12 | 18 | 038:590 | −21   | 30     |

Platzierungskriterien: 1. Punkte – 2. Tordifferenz – 3. geschossene Tore

| Saison 1997/98 |

| Zum Saisonende 1996/97 |                                   |
| (M)                    | Meister des Vorjahres             |
| (P)                    | Pokalsieger des Vorjahres         |
| (L)                    | Ligapokalsieger des Vorjahres     |
| (N)                    | Aufsteiger aus der First Division |

### Tabellenverlauf
|                        | 1 | 2  | 3 | 4 | 5 | 6 | 7 | 8 | 9 | 10 | 11 | 12 | 13 | 14 | 15 | 16 | 17 | 18 | 19 | 20 | 21 | 22 | 23 | 24 | 25 | 26 | 27 | 28 | 29 | 30 | 31 | 32 | 33 | 34 | 35 | 36 |
| ---------------------- | - | -- | - | - | - | - | - | - | - | -- | -- | -- | -- | -- | -- | -- | -- | -- | -- | -- | -- | -- | -- | -- | -- | -- | -- | -- | -- | -- | -- | -- | -- | -- | -- | -- |
| Celtic Glasgow         | 8 | 10 | 7 | 7 | 4 | 4 | 3 | 3 | 2 | 1  | 1  | 3  | 3  | 3  | 3  | 3  | 3  | 2  | 3  | 2  | 3  | 2  | 2  | 2  | 2  | 1  | 1  | 1  | 1  | 1  | 1  | 2  | 1  | 1  | 1  | 1  |
| Stand: Ende der Saison |   |    |   |   |   |   |   |   |   |    |    |    |    |    |    |    |    |    |    |    |    |    |    |    |    |    |    |    |    |    |    |    |    |    |    |    |

## UEFA-Pokal
Celtic Glasgow nahm zum vierten Mal in folge am Europapokal teil. In der Qualifikation für den UEFA-Pokal trat Celtic zunächst gegen den walisischen Verein Inter CableTel Cardiff an. Nach einem 3:0 in Cardiff gewann Celtic das Rückspiel in Glasgow mit 5:0. Dabei erzielte Andreas Thom das Führungstor zum 1:0 jeweils per Elfmeter. In der 2. Qualifikationsrunde traf Celtic auf den FC Tirol Innsbruck aus Österreich. Im Hinspiel in Innsbruck lag Celtic bereits nach 28 Spielminuten nach zwei Toren von Christian Mayrleb mit 0:2 zurück. In der 84. Minute erzielte Alan Stubbs das Tor zum 2:1-Endstand. In einem spektakulären Europapokalspiel gewann Celtic das Rückspiel mit 6:3. In der 1. Runde ging es dann gegen den FC Liverpool. In einem umkämpften Spiel trennten sich beide Vereine im Celtic Park mit 2:2. Das Rückspiel endete 0:0 in Anfield, wodurch Celtic durch die Auswärtstorregel ausschied.
| Runde         | Datum              | Gegner                 | Ort      | Ergebnis | Tor für Celtic Glasgow                      |
| ------------- | ------------------ | ---------------------- | -------- | -------- | ------------------------------------------- |
| Qualifikation | 23. Juli 1997      | Inter CableTel Cardiff | Auswärts | 3:0      | Thom, Johnson, Wieghorst                    |
| Qualifikation | 30. Juli 1997      | Inter CableTel Cardiff | Heim     | 5:0      | Thom, Jackson, Johnson, Hannah, Hay         |
| Qualifikation | 12. August 1997    | FC Tirol Innsbruck     | Auswärts | 1:2      | Stubbs                                      |
| Qualifikation | 26. August 1997    | FC Tirol Innsbruck     | Heim     | 6:3      | Donnelly (2×), Thom, Burley (2×), Wieghorst |
| 1. Runde      | 16. September 1997 | FC Liverpool           | Heim     | 2:2      | McNamara, Donnelly                          |
| 1. Runde      | 30. September 1997 | FC Liverpool           | Auswärts | 0:0      |                                             |

## Scottish FA Cup
Celtic Glasgow stieg in der 3. Runde gegen den Zweitligisten Greenock Morton in den schottischen Pokal ein. Nach einem 2:0-Sieg in Greenock gewann Celtic im Achtelfinale und im Viertelfinale gegen die Ligakonkurrenten Dunfermline Athletic und Dundee United. Im Halbfinale verlor Celtic im Old Firm gegen die Glasgow Rangers, die im Finale Heart of Midlothian unterlagen.
| Runde         | Datum            | Gegner               | Ort      | Ergebnis | Tor(e) für Celtic Glasgow                 |
| ------------- | ---------------- | -------------------- | -------- | -------- | ----------------------------------------- |
| 3. Runde      | 24. Januar 1998  | Greenock Morton      | Heim     | 2:0      | Brattbakk, Jackson                        |
| Achtelfinale  | 16. Februar 1998 | Dunfermline Athletic | Auswärts | 2:1      | Mahé, Brattbakk                           |
| Viertelfinale | 8. März 1998     | Dundee United        | Auswärts | 3:2      | Brattbakk, Wieghorst, Pedersen (Eigentor) |
| Halbfinale    | 5. April 1998    | Glasgow Rangers      | Heim 1   | 1:2      | Burley                                    |

## Scottish League Cup
Celtic Glasgow stieg in der 2. Runde gegen den Viertligisten Berwick Rangers in den schottischen Ligapokal ein. Nach einem 7:0-Sieg zog Celtic in die 3. Runde ein und gewann dort in der Verlängerung gegen den Ligakonkurrenten St. Johnstone mit 1:0. Im Viertelfinale schlug Celtic den Erstligisten Motherwell ebenfalls mit 1:0. Im Halbfinale folgte ein weiteres 1:0 gegen Dunfermline Athletic. Im Finale bezwang Celtic Dundee United mit 3:0 und holte den Titel zum ersten Mal seit 1983, und zum 10. Mal insgesamt. Celtic gewann das Turnier, ohne ein Gegentor zu kassieren.
| Runde         | Datum              | Gegner               | Ort        | Ergebnis  | Tor(e) für Celtic Glasgow                                 |
| ------------- | ------------------ | -------------------- | ---------- | --------- | --------------------------------------------------------- |
| 2. Runde      | 9. August 1997     | Berwick Rangers      | Auswärts   | 7:0       | Jackson, Larsson, Blinker, Wieghorst, Thom, Donnelly (2×) |
| 3. Runde      | 19. August 1997    | FC St. Johnstone     | Auswärts   | 1:0 n. V. | Donnelly                                                  |
| Viertelfinale | 10. September 1997 | FC Motherwell        | Heim       | 1:0       | Larsson                                                   |
| Halbfinale    | 15. Oktober 1997   | Dunfermline Athletic | Auswärts 1 | 1:0       | Burley                                                    |
| Finale        | 30. November 1997  | Dundee United        | Heim 1     | 3:0       | Rieper, Larsson, Burley                                   |

## Statistiken

### Spielerstatistiken
| Spieler           | Scottish Premier Division | Scottish Premier Division | Scottish Premier Division | Scottish Premier Division | UEFA-Pokal | UEFA-Pokal | UEFA-Pokal  | UEFA-Pokal | Scottish FA Cup | Scottish FA Cup | Scottish FA Cup | Scottish FA Cup | Scottish League Cup | Scottish League Cup | Scottish League Cup | Scottish League Cup | Total    | Total | Total       | Total      |
| Spieler           | Einsätze                  | Tore                      | Gelbe Karte               | Rote Karte                | Einsätze   | Tore       | Gelbe Karte | Rote Karte | Einsätze        | Tore            | Gelbe Karte     | Rote Karte      | Einsätze            | Tore                | Gelbe Karte         | Rote Karte          | Einsätze | Tore  | Gelbe Karte | Rote Karte |
| ----------------- | ------------------------- | ------------------------- | ------------------------- | ------------------------- | ---------- | ---------- | ----------- | ---------- | --------------- | --------------- | --------------- | --------------- | ------------------- | ------------------- | ------------------- | ------------------- | -------- | ----- | ----------- | ---------- |
| Enrico Annoni     | 20                        | 0                         | 4                         | 0                         | 2          | 0          | 0           | 0          | 2               | 0               | 0               | 0               | 1                   | 0                   | 0                   | 0                   | 25       | 0     | 4           | 0          |
| Marc Anthony      | 0                         | 0                         | 0                         | 0                         | 0          | 0          | 0           | 0          | 0               | 0               | 0               | 0               | 0                   | 0                   | 0                   | 0                   | 0        | 0     | 0           | 0          |
| Regi Blinker      | 16                        | 1                         | 4                         | 1                         | 1          | 0          | 0           | 0          | 1               | 0               | 0               | 0               | 4                   | 1                   | 0                   | 0                   | 22       | 2     | 4           | 1          |
| Pat Bonner        | 0                         | 0                         | 0                         | 0                         | 0          | 0          | 0           | 0          | 0               | 0               | 0               | 0               | 0                   | 0                   | 0                   | 0                   | 0        | 0     | 0           | 0          |
| Tom Boyd          | 33                        | 0                         | 8                         | 0                         | 5          | 1          | 1           | 0          | 4               | 0               | 0               | 0               | 5                   | 0                   | 1                   | 0                   | 47       | 1     | 10          | 0          |
| Harald Brattbakk  | 17                        | 7                         | 0                         | 0                         | 0          | 0          | 0           | 0          | 4               | 3               | 0               | 0               | 0                   | 0                   | 0                   | 0                   | 21       | 10    | 0           | 0          |
| Craig Burley      | 35                        | 10                        | 8                         | 0                         | 4          | 2          | 0           | 0          | 4               | 2               | 0               | 0               | 5                   | 2                   | 0                   | 0                   | 48       | 16    | 8           | 0          |
| John Convery      | 0                         | 0                         | 0                         | 0                         | 0          | 0          | 0           | 0          | 0               | 0               | 0               | 0               | 0                   | 0                   | 0                   | 0                   | 0        | 0     | 0           | 0          |
| Gerard Crossley   | 0                         | 0                         | 0                         | 0                         | 0          | 0          | 0           | 0          | 0               | 0               | 0               | 0               | 0                   | 0                   | 0                   | 0                   | 0        | 0     | 0           | 0          |
| Simon Donnelly    | 30                        | 10                        | 0                         | 0                         | 6          | 3          | 0           | 0          | 3               | 0               | 0               | 0               | 4                   | 1                   | 0                   | 0                   | 43       | 14    | 0           | 0          |
| Barry Elliott     | 0                         | 0                         | 0                         | 0                         | 0          | 0          | 0           | 0          | 0               | 0               | 0               | 0               | 0                   | 0                   | 0                   | 0                   | 0        | 0     | 0           | 0          |
| James Gallagher   | 0                         | 0                         | 0                         | 0                         | 0          | 0          | 0           | 0          | 0               | 0               | 0               | 0               | 0                   | 0                   | 0                   | 0                   | 0        | 0     | 0           | 0          |
| Jonathan Gould    | 35                        | 0                         | 1                         | 0                         | 4          | 0          | 0           | 0          | 4               | 0               | 0               | 0               | 5                   | 0                   | 0                   | 0                   | 48       | 0     | 1           | 0          |
| Peter Grant       | 0                         | 0                         | 0                         | 0                         | 0          | 0          | 0           | 0          | 0               | 0               | 0               | 0               | 1                   | 0                   | 0                   | 0                   | 1        | 0     | 0           | 0          |
| Stuart Gray       | 0                         | 0                         | 0                         | 0                         | 2          | 0          | 0           | 0          | 0               | 0               | 0               | 0               | 0                   | 0                   | 0                   | 0                   | 2        | 0     | 0           | 0          |
| David Hannah      | 15                        | 0                         | 2                         | 0                         | 6          | 1          | 1           | 0          | 1               | 0               | 0               | 0               | 2                   | 0                   | 0                   | 0                   | 24       | 1     | 3           | 0          |
| Chris Hay         | 0                         | 0                         | 0                         | 0                         | 1          | 1          | 0           | 0          | 0               | 0               | 0               | 0               | 0                   | 0                   | 0                   | 0                   | 1        | 1     | 0           | 0          |
| Darren Jackson    | 23                        | 3                         | 1                         | 0                         | 3          | 1          | 0           | 0          | 3               | 1               | 0               | 0               | 2                   | 1                   | 1                   | 0                   | 31       | 6     | 2           | 0          |
| Tommy Johnson     | 2                         | 0                         | 0                         | 0                         | 2          | 2          | 0           | 0          | 0               | 0               | 0               | 0               | 0                   | 0                   | 0                   | 0                   | 4        | 2     | 0           | 0          |
| Stewart Kerr      | 0                         | 0                         | 0                         | 0                         | 0          | 0          | 0           | 0          | 6               | 0               | 0               | 0               | 0                   | 0                   | 0                   | 0                   | 6        | 0     | 0           | 0          |
| Paul Lambert      | 26                        | 2                         | 4                         | 0                         | 0          | 0          | 0           | 0          | 4               | 0               | 1               | 0               | 1                   | 0                   | 0                   | 0                   | 31       | 2     | 5           | 0          |
| Henrik Larsson    | 35                        | 16                        | 5                         | 0                         | 4          | 0          | 0           | 0          | 4               | 0               | 0               | 0               | 5                   | 3                   | 0                   | 0                   | 48       | 19    | 5           | 0          |
| Gerry Lyttle      | 0                         | 0                         | 0                         | 0                         | 0          | 0          | 0           | 0          | 0               | 0               | 0               | 0               | 0                   | 0                   | 0                   | 0                   | 0        | 0     | 0           | 0          |
| Malky Mackay      | 4                         | 1                         | 1                         | 0                         | 2          | 0          | 0           | 0          | 0               | 0               | 0               | 0               | 3                   | 0                   | 1                   | 0                   | 9        | 1     | 2           | 0          |
| Stéphane Mahé     | 23                        | 0                         | 5                         | 1                         | 4          | 0          | 0           | 0          | 3               | 1               | 1               | 0               | 5                   | 0                   | 0                   | 0                   | 35       | 1     | 6           | 1          |
| Gordon Marshall   | 1                         | 0                         | 0                         | 0                         | 2          | 0          | 0           | 0          | 0               | 0               | 0               | 0               | 0                   | 0                   | 0                   | 0                   | 3        | 0     | 0           | 0          |
| John-Paul McBride | 0                         | 0                         | 0                         | 0                         | 1          | 0          | 0           | 0          | 0               | 0               | 0               | 0               | 0                   | 0                   | 0                   | 0                   | 1        | 0     | 0           | 0          |
| Tosh McKinlay     | 5                         | 0                         | 0                         | 0                         | 4          | 0          | 0           | 0          | 0               | 0               | 0               | 0               | 1                   | 0                   | 0                   | 0                   | 10       | 0     | 0           | 0          |
| Brian McLaughlin  | 0                         | 0                         | 0                         | 0                         | 0          | 0          | 0           | 0          | 0               | 0               | 0               | 0               | 0                   | 0                   | 0                   | 0                   | 0        | 0     | 0           | 0          |
| Jackie McNamara   | 31                        | 2                         | 3                         | 0                         | 6          | 1          | 0           | 0          | 2               | 0               | 0               | 0               | 4                   | 0                   | 0                   | 0                   | 43       | 3     | 3           | 0          |
| Phil O’Donnell    | 14                        | 2                         | 2                         | 0                         | 2          | 0          | 0           | 0          | 1               | 0               | 0               | 0               | 4                   | 0                   | 0                   | 0                   | 21       | 2     | 2           | 0          |
| Kevin Pilkington  | 0                         | 0                         | 0                         | 0                         | 0          | 0          | 0           | 0          | 0               | 0               | 0               | 0               | 0                   | 0                   | 0                   | 0                   | 0        | 0     | 0           | 0          |
| Marc Rieper       | 30                        | 2                         | 2                         | 0                         | 0          | 0          | 0           | 0          | 4               | 0               | 0               | 0               | 2                   | 1                   | 0                   | 0                   | 36       | 3     | 2           | 0          |
| Alan Stubbs       | 29                        | 1                         | 2                         | 0                         | 6          | 1          | 1           | 0          | 4               | 0               | 1               | 0               | 3                   | 0                   | 0                   | 0                   | 42       | 2     | 4           | 0          |
| Andreas Thom      | 15                        | 3                         | 0                         | 0                         | 4          | 3          | 1           | 0          | 0               | 0               | 0               | 0               | 5                   | 1                   | 0                   | 0                   | 24       | 7     | 1           | 0          |
| Morten Wieghorst  | 31                        | 4                         | 7                         | 0                         | 5          | 1          | 1           | 0          | 3               | 2               | 2               | 0               | 3                   | 1                   | 1                   | 0                   | 42       | 8     | 11          | 0          |

### Zuschauerzahlen und Sponsoren
| Celtic Park       | 60.355 1 | 878.995 | 48.833 | 80,91 % | n. b. | Umbro | Umbro |
| Stand: Saisonende |          |         |        |         |       |       |       |